# Ouragan capverdien
Un ouragan capverdien est un cyclone tropical de l'Atlantique nord dont on peut retracer l'origine à proximité des îles du Cap-Vert (1000 km à la ronde), près de l'Afrique de l'ouest. Ils sont en général les plus intenses ouragans de ce bassin car ils passent une longue période au-dessus d'eau très chaude, dont ils puisent l'énergie, sans rencontrer de terres pour les dissiper par friction.

## Dynamique
Les ouragans du Cap-vert se développent à partir d'une onde tropicale qui se forme au large de la savane africaine durant la saison des pluies. L'onde se déplace ensuite vers l'ouest dans les alizés au-dessus de steppes où elle perd son humidité et se réchauffe dans les bas niveau, rendant la masse d'air instable. 
En quittant la côte ouest de l'Afrique, l'onde passe sur des eaux chaudes dans une circulation atmosphérique où le cisaillement des vents avec l'altitude est faible. L'apport d'humidité dans cet air instable mène à la formation d'orages, favorisée par le mouvement vertical causé par l'onde. Le faible cisaillement de son côté permet de garder cette convection atmosphérique près du centre de l'onde ce qui organise graduellement les orages et permet une cyclogénèse tropicale. Si les conditions restent favorables, on assiste au développement d'une dépression tropicale puis d'une tempête tropicale et enfin d'un ouragan.

## Climatologie

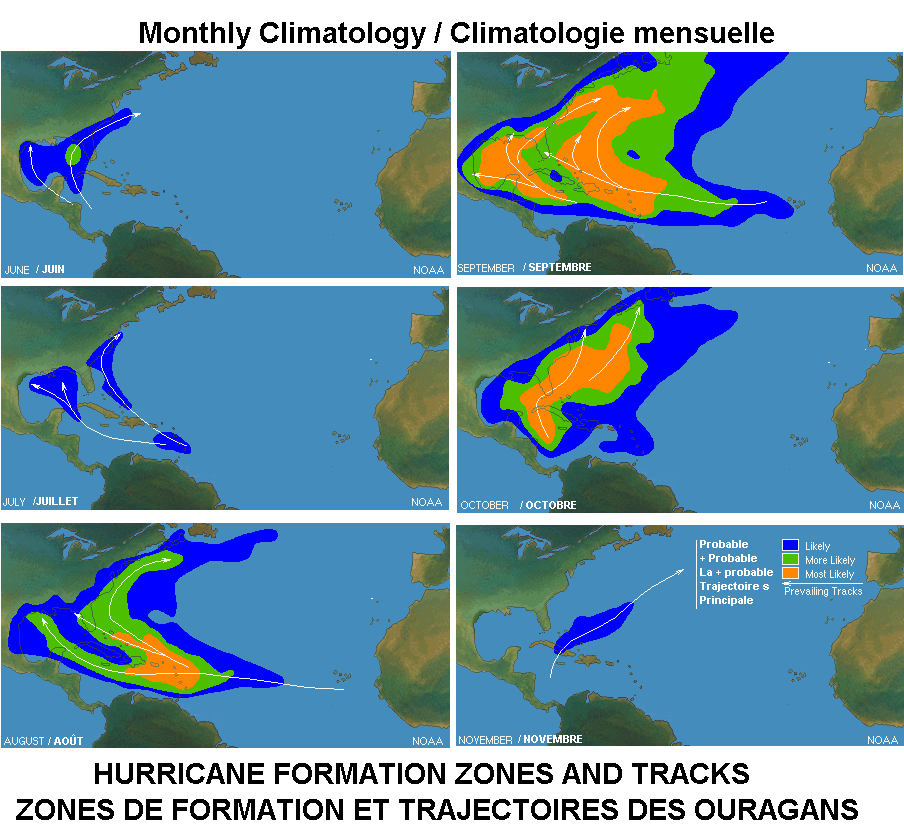
Trajectoires mensuelles des ouragans où on remarque en août et en septembre celles des ouragans capverdiens

Les ouragans capverdiens se forment en général en août et septembre lors du maximum de température de l'océan Atlantique tropical et de la mer des Antilles. En effet, les conditions de température de surface de la mer sont alors optimales pour le développement orageux. Au même moment, l'anticyclone des Bermudes garde la direction de la circulation vers l'ouest, de l'Afrique à l'Amérique centrale, et un faible cisaillement.
Ils deviennent en général des ouragans au milieu de leur trajectoire entre les deux continents mais cela peut varier grandement selon les conditions. En arrivant près des côtes américaines, leur trajectoire commencent à diverger selon la circulation atmosphérique :
- Les plus méridionaux vont continuer vers l'ouest et atteindre les Petites Antilles puis la côte de l'Amérique centrale affectant le Nicaragua, le Honduras ou Belize ;
- Ceux ayant une trajectoire initiale un peu plus nordique vont affecter les Grandes Antilles et souvent s'incurver vers l'ouest-nord-ouest pour atteindre le Mexique, la côte américaine du Golfe du Mexique ou la Floride;
- Les plus nordiques vont tourner vers le nord-ouest en suivant la circulation de l'anticyclone des Açores, passer au nord des Antilles puis courber vers le nord. Ils vont ainsi frapper les régions entre le nord de la Floride et la Virginie. Comme ils montent plus au nord que les deux autres types, ils peuvent même être pris dans la circulation d'ouest des latitudes moyennes ou passer au-dessus d'eau plus froide. Leur trajectoire peuvent parfois s'incurver au point d'éviter de toucher à la côte nord-américaine et rester au large avant de devenir une dépression extra-tropicale.

Un bon exemple du premier type est l'ouragan Dean en 2007 qui est passé rapidement sur les Petites Antilles avant de frapper le sud de la péninsule du Yucatan. L’ouragan Frances, en 2004, est un exemple du second type. Finalement, les ouragans Hugo en 1989 et Bill en 2009 étaient du troisième type, le premier touchant terre et le second l'évitant. 
Ces trajectoires sont moyennes mais des variantes se produisent régulièrement. Dans tous les cas, ces ouragans restent au-dessus d'eaux chaudes durant une très grande période. Le record de durée de vie d'un ouragan capverdien est détenu par Faith en 1966, soit 16 jours dont 13 comme ouragan. C'est la troisième plus longue vie d'un ouragan atlantique.

### Influence du El Niño
Selon les observations, les années où le phénomène El Niño se produit, il y a renforcement la bande de précipitations de la zone de convergence intertropicale de l'Atlantique, de l'activité des ondes d'est sortant de l'Afrique et des anomalies de tourbillon potentiel positif dans l'Atlantique Nord tropical. Cela favorise le développement d'ouragans près des îles du Cap-Vert. La saison cyclonique 2023 dans l'océan Atlantique nord est un exemple de ce phénomène avec la majorité des systèmes se formant sur l'Atlantique tropical mais l'augmentation du cisaillement associé avec El Niño a souvent inhibé leur intensité.

## Impact

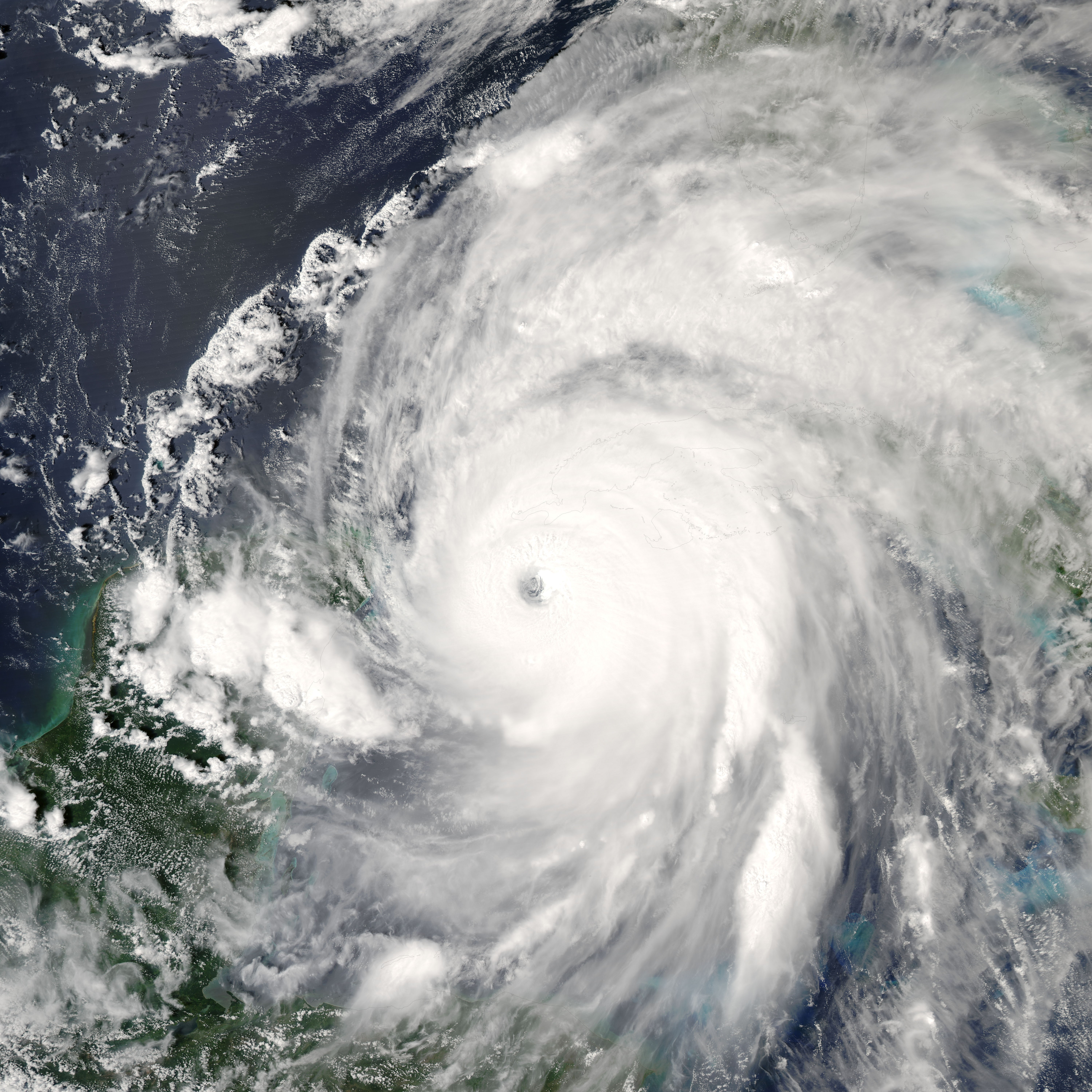
Ivan, un ouragan de catégorie 5 de type capverdien.

Ce ne sont pas tous les ouragans capverdiens qui deviennent des ouragans majeurs mais ils ont un très grand potentiel d'arriver à une grande intensité et lorsqu'ils touchent terre, de le faire avec une force incroyable, causant de nombreuses pertes de vie et des dommages matériels importants. 
Voici une liste d'ouragans ayant eu un impact certain et qui sont du type capverdien :
| Année | Nom                                                               | Catégorie (Échelle Saffir-Simpson) |
| ----- | ----------------------------------------------------------------- | ---------------------------------- |
| 1899  | Ouragan de San Ciriaco                                            | 4                                  |
| 1900  | Ouragan de Galveston                                              | 4                                  |
| 1926  | Ouragan de Miami                                                  | 4                                  |
| 1928  | Ouragan Okeechobee                                                | 5                                  |
| 1938  | Ouragan de Nouvelle-Angleterre (1938) (ou le Long Island Express) | 5                                  |
| 1947  | Ouragan de Fort Lauderdale                                        | 5                                  |
| 1957  | Ouragan Carrie                                                    | 4                                  |
| 1958  | Ouragan Cleo                                                      | 5                                  |
| 1960  | Ouragan Donna                                                     | 5                                  |
| 1966  | Ouragan Faith                                                     | 3                                  |
| 1966  | Ouragan Inez                                                      | 4                                  |
| 1979  | Ouragan David                                                     | 5                                  |
| 1980  | Ouragan Allen                                                     | 5                                  |
| 1985  | Ouragan Gloria                                                    | 4                                  |
| 1988  | Ouragan Gilbert                                                   | 5                                  |
| 1989  | Ouragan Hugo                                                      | 5                                  |
| 1992  | Ouragan Andrew                                                    | 5                                  |
| 1995  | Ouragan Luis                                                      | 4                                  |
| 1996  | Ouragan Bertha                                                    | 3                                  |
| 1996  | Ouragan Fran                                                      | 3                                  |
| 1998  | Ouragan Bonnie                                                    | 3                                  |
| 1998  | Ouragan Georges                                                   | 4                                  |
| 1999  | Ouragan Floyd                                                     | 4                                  |

| Année | Nom                    | Catégorie (Échelle Saffir-Simpson) |
| ----- | ---------------------- | ---------------------------------- |
| 2002  | Ouragan Lili           | 4                                  |
| 2003  | Ouragan Fabian         | 4                                  |
| 2003  | Ouragan Isabel         | 5                                  |
| 2004  | Ouragan Frances        | 4                                  |
| 2004  | Ouragan Ivan           | 5                                  |
| 2005  | Ouragan Emily (2005)   | 3                                  |
| 2007  | Ouragan Dean           | 5                                  |
| 2007  | Ouragan Felix          | 5                                  |
| 2008  | Ouragan Ike            | 4                                  |
| 2010  | Ouragan Igor           | 4                                  |
| 2011  | Ouragan Ophelia (2011) | 4                                  |
| 2017  | Ouragan Irma           | 5                                  |
| 2017  | Ouragan Maria          | 5                                  |